# 2006年茨城県議会議員選挙
2006年茨城県議会議員選挙（2006ねん いばらきけんぎかいぎいんせんきょ）は、茨城県の議会である茨城県議会（65議席）を構成する議員を全面改選するため、2006年（平成18年）12月10日に行われた日本の選挙である。

## 概要
県議会議員の任期（4年）満了に伴う選挙である。茨城県議会は1966年、県議会議長選出をめぐる汚職事件をきっかけとして同年12月21日、地方公共団体の議会の解散に関する特例法によって自主解散されたため全国規模で4年毎に行われる統一地方選挙で実施されない県議選の一つである（それ以外では東京都と沖縄県の2箇所）。統一地方選挙の前年の12月に行われるため、翌年4月に行われる統一地方選挙の前哨戦としての意味合いが強い選挙となっている。今回の選挙では無投票当選となった10選挙区16議席を除く、25選挙区49議席を83名の候補者が争う選挙となった。

## 選挙結果
投票日：2006年（平成18年）12月10日
|        | 選挙当日の有権者数 | 選挙当日の有権者数 | 選挙当日の有権者数 | 投票者数 | 投票者数 | 投票者数 | 投票率 | 投票率 | 投票率 |
| 男性   | 女性               | 合計               | 男性               | 女性     | 合計     | 男性     | 女性   | 平均   |        |
| ------ | ------------------ | ------------------ | ------------------ | -------- | -------- | -------- | ------ | ------ | ------ |
| 県計   | 915,170            | 930,194            | 1,845,364          | 435,244  | 449,399  | 884,643  | 47.56% | 48.31% | 47.94% |
| 市計   | 813,087            | 825,874            | 1,638,961          | 383,728  | 396,425  | 780,153  | 47.19% | 48.00% | 47.60% |
| 町村計 | 102,083            | 104,320            | 206,403            | 51,516   | 52,974   | 104,490  | 50.46% | 50.78% | 50.62% |

- 出典：確定投票率（茨城県選挙管理委員会）

| 党派       | 得票数  | 得票率 | 議席数 |
| ---------- | ------- | ------ | ------ |
| 自由民主党 | 443,719 | 50.84% | 39     |
| 民主党     | 111,649 | 12.79% | 6      |
| 公明党     | 58,600  | 6.71%  | 4      |
| 日本共産党 | 33,100  | 3.79%  | 2      |
| 無所属     | 225,731 | 25.86% | 14     |
| 総得票     | 872,799 |        | 65     |

- 当選者の性別比
  - 男性：49名
  - 女性：6名
- 出典（いずれも2010年4月22日閲覧）
  - 党派別得票（茨城県選挙管理委員会 エクセル）
  - 茨城県議会選挙（ザ・選挙-選挙情報-）

### 選挙区・定数
以下の区割りは2004年10月15日現在の市町村の区域によることとされており、平成の大合併前の旧市町村域が基準になっている。
| 選挙区             | 定数 | 市町村                                                                                         | 会派構成                   |
| ------------------ | ---- | ---------------------------------------------------------------------------------------------- | -------------------------- |
| 水戸市選挙区       | 5    | 旧水戸市                                                                                       | 自民2、民主1、公明1、共産1 |
| 日立市選挙区       | 5    | 日立市                                                                                         | 自民2、民主2、公明1        |
| 土浦市選挙区       | 3    | 旧土浦市                                                                                       | 自民1、民主1、公明1        |
| 古河市選挙区       | 1    | 旧古河市                                                                                       | 自県ク1                    |
| 石岡市選挙区       | 1    | 旧石岡市                                                                                       | 自民1                      |
| 下館市選挙区       | 2    | 旧下館市（現・筑西市の一部）                                                                   | 自民2                      |
| 結城市選挙区       | 1    | 結城市                                                                                         | 自県ク1                    |
| 龍ケ崎市選挙区     | 1    | 龍ケ崎市                                                                                       | 無所属1                    |
| 下妻市選挙区       | 1    | 旧下妻市                                                                                       | 自民1                      |
| 水海道市選挙区     | 1    | 旧水海道市（現・常総市）                                                                       | 無所属1                    |
| 常陸太田市選挙区   | 1    | 旧常陸太田市                                                                                   | 自民1                      |
| 高萩市選挙区       | 1    | 高萩市                                                                                         | 自民1                      |
| 北茨城市選挙区     | 1    | 北茨城市                                                                                       | 自民1                      |
| 笠間市選挙区       | 1    | 旧笠間市                                                                                       | 自民1                      |
| 取手市選挙区       | 2    | 旧取手市                                                                                       | 自民1、欠員1               |
| 岩井市選挙区       | 1    | 旧岩井市（現・坂東市の一部）                                                                   | 自民1                      |
| 牛久市選挙区       | 1    | 牛久市                                                                                         | 自民1                      |
| つくば市選挙区     | 4    | つくば市                                                                                       | 自民2、公明1、共産1        |
| ひたちなか市選挙区 | 3    | ひたちなか市                                                                                   | 自民2、民主1               |
| 鹿嶋市選挙区       | 1    | 鹿嶋市                                                                                         | 自民1                      |
| 守谷市選挙区       | 1    | 守谷市                                                                                         | みんな1                    |
| 潮来市選挙区       | 2    | 潮来市・行方市                                                                                 | 自民2                      |
| 東茨城郡南部選挙区 | 3    | 茨城町・大洗町・小美玉市の一部（旧小川町・旧美野里町）・水戸市の一部（旧内原町）               | 自民3                      |
| 東茨城郡北部選挙区 | 1    | 城里町・常陸大宮市の一部（旧御前山村）                                                         | 自民1                      |
| 西茨城郡選挙区     | 2    | 笠間市の一部（旧友部町・旧岩間町）・桜川市の一部（旧岩瀬町）                                   | 自民1、無所属1             |
| 那珂郡選挙区       | 3    | 東海村・那珂市・常陸大宮市の一部（旧大宮町・旧山方町・旧美和村・旧緒川村）                     | 自民2、民主1               |
| 久慈郡選挙区       | 1    | 大子町・常陸太田市の一部（旧金砂郷町・旧水府村・旧里美村）                                     | 自民1                      |
| 鹿島郡選挙区       | 3    | 神栖市・鉾田市                                                                                 | 自民3                      |
| 稲敷郡選挙区       | 2    | 稲敷市・阿見町・河内町・美浦村                                                                 | 自民2                      |
| 新治郡選挙区       | 2    | かすみがうら市・土浦市の一部（旧新治村）・石岡市の一部（旧八郷町）・小美玉市の一部（旧玉里村） | 自民2                      |
| 筑波郡選挙区       | 1    | つくばみらい市                                                                                 | 自民1                      |
| 真壁郡選挙区       | 2    | 筑西市の一部（旧関城町・旧明野町・旧協和町）・桜川市の一部（旧真壁町・旧大和村）               | 自民2                      |
| 結城郡選挙区       | 1    | 八千代町・下妻市の一部（旧千代川村）・常総市の一部（旧石下町）                                 | 自民1                      |
| 猿島郡選挙区       | 3    | 境町・五霞町・古河市の一部（旧総和町・旧三和町）・坂東市の一部（旧猿島町）                     | 自民2、自県ク1             |
| 北相馬郡選挙区     | 1    | 利根町・取手市の一部（旧藤代町）                                                               | 自民1                      |